# Dori Sahar
Dori Sahar (in ebraico דורי סהר‎?; Ramat Gan, 8 gennaio 2001) è un cestista israeliano.

## Palmarès
- Campionato israeliano: 3

Maccabi Tel Aviv: 2018-19, 2019-20, 2020-21
- Coppa di Israele: 2

Maccabi Tel Aviv: 2020-21
Bnei Herzliya: 2022
- Coppa di Lega israeliana: 1

Maccabi Tel Aviv: 2020